# Jonas Jerebko
Jonas Jerebko (Borås, 2 marzo 1987) è un cestista svedese.
Suo padre, Chris Jerebko, è un ex-cestista statunitense di origine russa che giocò anche in Svezia, paese in cui si stabilì poi dopo il ritiro.
Può giocare sia da ala grande che da ala piccola.

## Carriera

### Svezia (2004-2007)
La carriera di Jerebko inizia nella squadra della sua città natale, il Borås/Marbo Basket, in cui escordisce nell'annata 2004-05. Nel maggio 2006 arriva il trasferimento al Plannja Basket, campione nazionale uscente: al termine della stagione 2006-07 il Plannja ripeterà il successo ottenuto l'anno precedente, grazie anche ai 10 punti e 5 rimbalzi di media totalizzati da Jerebko, che può così festeggiare il primo scudetto.

### Italia (2007-2009)
A questo punto decide di vivere la prima esperienza in un campionato estero, approdando in Italia tra le file della Pallacanestro Biella: al suo primo anno in serie A inizia da titolare gran parte delle partite disputate, mettendo a segno 5,1 punti e 3,3 rimbalzi in poco più di 16 minuti medi a gara. Resta a Biella anche l'anno successivo, ritagliandosi uno spazio maggiore (le cifre salgono infatti a 9 punti e 5,5 rimbalzi in 25 minuti) nella notevole stagione in cui la squadra sfiorò addirittura le finali scudetto, venendo eliminata nelle semifinali dall'Armani Jeans Milano.

### NBA (2009-2019)

#### Draft NBA 2008 e 2009
Già durante la prima stagione biellese affermò di volere entrare nel Draft NBA 2008, salvo poi attendere un anno al fine di acquisire maggiore esperienza prima di entrare in NBA. Il 25 giugno 2009 venne scelto, con la 39ª chiamata assoluta dai Detroit Pistons, nel draft NBA 2009.

#### Detroit Pistons (2009-2015)
L'8 agosto 2009 Jerebko firmò un contratto da rookie coi Detroit Pistons. Jerebko, nonostante fosse stato scelto abbastanza in basso al Draft, trovò subito molto spazio nella squadra del Michigan, giocando 80 partite (su 82) in stagione, di cui 73 da titolare.

Nella stagione 2010-2011 non giocò nessuna partita per via di un infortunio al tendine d'achille.

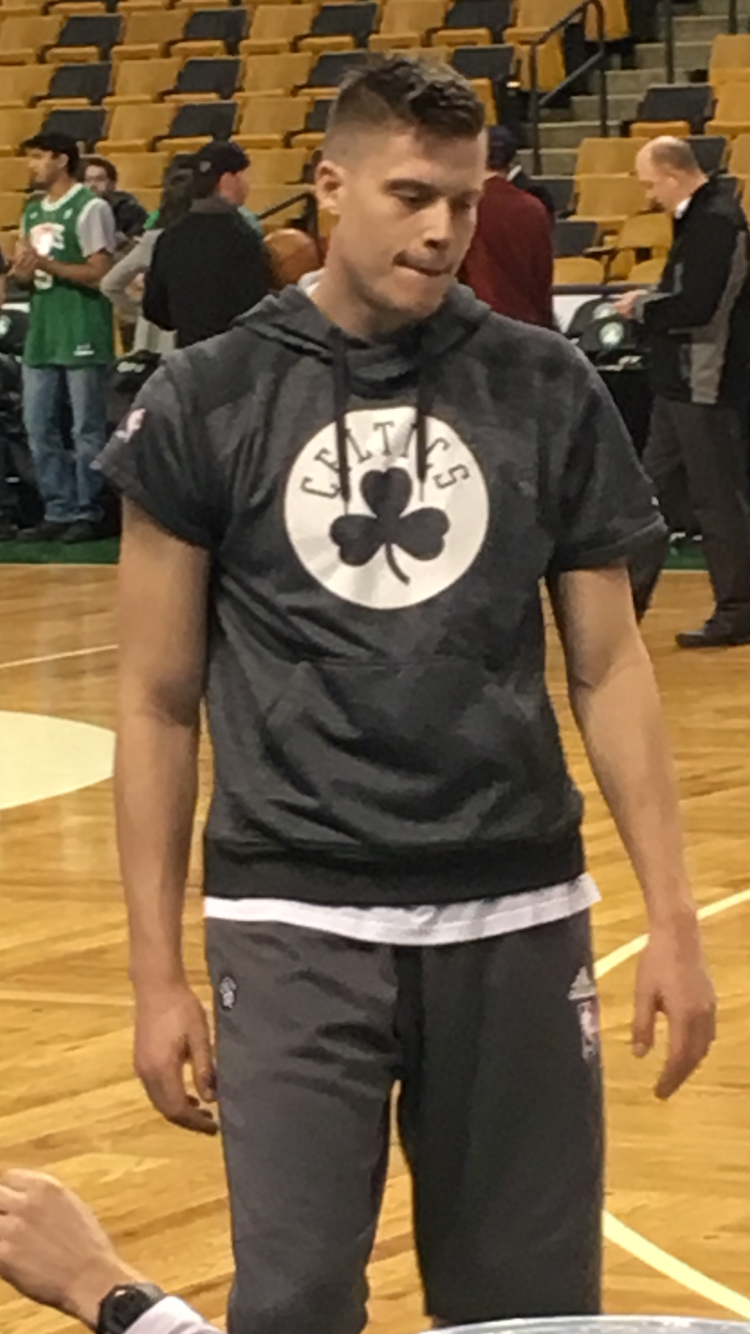
Jonas Jerebko in allenamento ai Celtics

#### Boston Celtics (2015-2017)
Il 20 febbraio 2015 venne ceduto (dopo 5 anni e mezzo) dai Pistons insieme a Luigi Datome ai Boston Celtics, in cambio di Tayshaun Prince (trattasi di un ritorno in quanto Prince fu compagno di Jerebko a Detroit tra l'altro, oltre che giocatore della squadra del Michigan per 10 anni e mezzo prima di essere ceduto via trade nel gennaio 2013).

#### Utah Jazz (2017-2018)
Il 18 luglio 2017 firmò un contratto biennale da 8,2 milioni di dollari con gli Utah Jazz. A Utah si rivelò un ottimo giocatore da rotazione, giocando anche titolare in 19 occasioni. Il 7 luglio 2018 venne tagliato dai Jazz.

#### Golden State Warriors (2018-2019)
L'8 luglio 2018 firmò con i Golden State Warriors freschi vincitori del secondo anello consecutivo.

### Nazionale
È inoltre membro della nazionale maggiore svedese: nel 2007 partecipò invece ai Campionati Europei Under-20, svoltisi a Varsavia, mentre nel 2013 con la nazionale maggiore ha giocati gli Europei. Dopo la scelta di firmare per il CSKA Mosca nella primavera del 2022, la federazione svedese con un comunicato ha espresso il proprio dissenso dato il conflitto in Ucraina, escludendo di fatto l'atleta da future convocazioni.

## Statistiche

### NBA

#### Regular Season
| Anno      | Squadra         | PG  | PT  | MP   | TC%  | 3P%  | TL%  | RP  | AP  | PRP | SP  | PP  |
| --------- | --------------- | --- | --- | ---- | ---- | ---- | ---- | --- | --- | --- | --- | --- |
| 2009-2010 | Detroit Pistons | 80  | 73  | 27,9 | 48,1 | 31,3 | 71,0 | 6,0 | 0,7 | 1,0 | 0,4 | 9,3 |
| 2011-2012 | Detroit Pistons | 64  | 13  | 22,9 | 46,8 | 30,2 | 80,6 | 4,8 | 0,7 | 0,6 | 0,3 | 8,7 |
| 2012-2013 | Detroit Pistons | 49  | 2   | 18,2 | 44,9 | 30,1 | 77,3 | 3,8 | 0,9 | 0,8 | 0,2 | 7,7 |
| 2013-2014 | Detroit Pistons | 64  | 0   | 11,6 | 47,1 | 41,9 | 72,9 | 2,7 | 0,6 | 0,3 | 0,1 | 4,2 |
| 2014-2015 | Detroit Pistons | 46  | 0   | 15,3 | 46,0 | 36,8 | 86,1 | 3,1 | 0,9 | 0,6 | 0,2 | 5,2 |
| 2014-2015 | Boston Celtics  | 29  | 0   | 18,2 | 43,1 | 40,6 | 83,3 | 4,8 | 1,0 | 0,7 | 0,2 | 7,1 |
| 2015-2016 | Boston Celtics  | 78  | 0   | 15,1 | 41,3 | 39,8 | 78,2 | 3,7 | 0,8 | 0,3 | 0,3 | 4,4 |
| 2016-2017 | Boston Celtics  | 78  | 6   | 15,8 | 43,5 | 34,6 | 70,3 | 3,5 | 0,9 | 0,3 | 0,2 | 3,8 |
| 2017-2018 | Utah Jazz       | 74  | 19  | 15,3 | 46,6 | 41,4 | 80,7 | 3,3 | 0,6 | 0,3 | 0,2 | 5,8 |
| 2018-2019 | G.S. Warriors   | 73  | 6   | 16,7 | 45,9 | 36,7 | 80,0 | 3,9 | 1,3 | 0,4 | 0,2 | 6,3 |
| Carriera  | Carriera        | 635 | 119 | 17,8 | 45,7 | 36,3 | 77,0 | 4,0 | 0,8 | 0,5 | 0,2 | 6,2 |

#### Play-off
| Anno     | Squadra        | PG | PT | MP   | TC%  | 3P%  | TL%  | RP  | AP  | PRP | SP  | PP  |
| -------- | -------------- | -- | -- | ---- | ---- | ---- | ---- | --- | --- | --- | --- | --- |
| 2015     | Boston Celtics | 4  | 0  | 17,0 | 33,3 | 0,0  | 50,0 | 3,5 | 0,3 | 0,5 | 0,3 | 2,8 |
| 2016     | Boston Celtics | 6  | 4  | 27,0 | 47,8 | 31,8 | 80,0 | 6,8 | 1,7 | 0,3 | 0,7 | 9,2 |
| 2017     | Boston Celtics | 12 | 0  | 10,7 | 48,4 | 33,3 | 100  | 2,4 | 1,0 | 0,4 | 0,3 | 3,6 |
| 2018     | Utah Jazz      | 10 | 0  | 7,9  | 42,1 | 16,7 | 100  | 1,6 | 0,3 | 0,3 | 0,0 | 1,9 |
| 2019     | G.S. Warriors  | 16 | 0  | 7,6  | 28,6 | 26,3 | 83,3 | 2,1 | 0,8 | 0,1 | 0,1 | 2,1 |
| Carriera | Carriera       | 48 | 4  | 11,6 | 40,5 | 27,3 | 87,0 | 2,8 | 0,8 | 0,3 | 0,2 | 3,4 |

#### Massimi in carriera
- Massimo di punti: 23 vs Dallas Mavericks (22 dicembre 2018)[8]
- Massimo di rimbalzi: 13 (4 volte)
- Massimo di assist: 5 (3 volte)
- Massimo di palle rubate: 4 (4 volte)
- Massimo di stoppate: 3 vs Houston Rockets (7 marzo 2010)
- Massimo di minuti giocati: 44 vs Minnesota Timberwolves (14 aprile 2010)

## Palmarès

### Squadra
- Campionato svedese: 1

Plannja Basket: 2006-2007

### Individuale
- NBA All-Rookie Second Team (2010)